# Aabenraa Statsskole
Aabenraa Statsskole, grundlagt 1920, er et gymnasium i Aabenraa.
Skolen havde i årene 1920-1925 en afviklingsafdeling for den tyske realskole. I 1986 overgik driften af skolen til Sønderjyllands Amt, og skolen skiftede navn til Aabenraa Gymnasium og HF. Skolen blev selvejende med udgangen af 2006, og fik ved den lejlighed sit historiske navn tilbage. Skolen er gentagne gange blevet om- og tilbygget (1959-60, 1979-80, 1997, 2002, 2011-15,2018-2020). Skolen har p.t. ca. 700 elever og 74 undervisere.

## Rektorer
- 1920–1941: I. Mogensen (1871-1954)
- 1941–1975: Georg Buchreitz (1905-1985)
- 1975–2001: Eva Nielsen (1937-)
- 2001– 2015: Ole Daneved (1953-)
- 2015 – : Lone Mailandt-Poulsen (1970-)

## Kendte studenter
- 1924: Helge Kjærulff-Schmidt, skuespiller
- 1942: Bo Bojesen, bladtegner
- 1960: Ib Kunøe, finansmand og billedkunstner
- 1964: Christian Kock, professor i retorik
- 1965: Leif Beck Fallesen, journalist og chefredaktør
- 1966: Jens Peter Bonde, politiker
- 1980: Jette Waldinger-Thiering, politiker
- 1983: Eva Kjer Hansen, politiker
- 1983: Jens Albinus, skuespiller
- 1986: Luna Christofi, journalist
- 1992: Ole Birk Olesen, politiker
- 1992: Rikke Frost, industriel designer
- 2005: Lotte Rod, politiker